# Günter Rittner

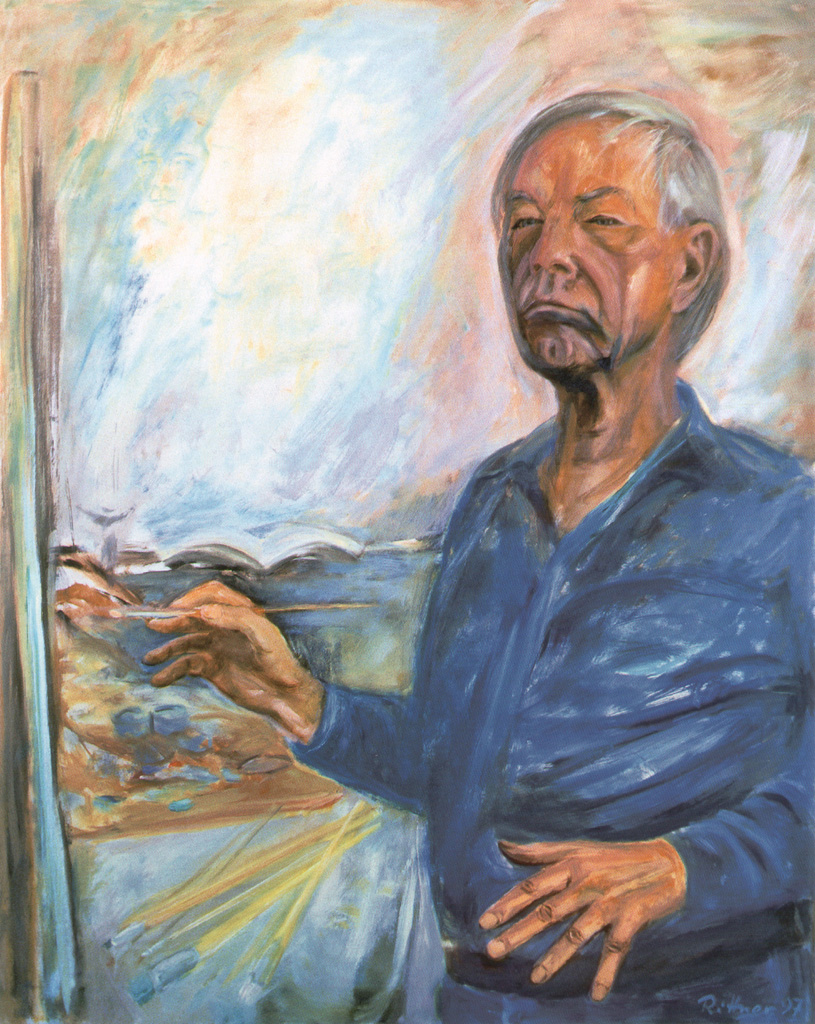
Selbstbildnis aus dem Jahr 1997

Günter Rittner (* 11. März 1927 in Breslau, Provinz Niederschlesien; † 23. November 2020 in München) war ein deutscher Maler und Grafiker. Er zählt zu den bedeutendsten deutschen Porträtmalern des 20. und 21. Jahrhunderts. Mit Rittners Gemälden von Ludwig Erhard und Kurt Georg Kiesinger begründete der damalige Bundeskanzler Helmut Schmidt 1976 die Kanzlergalerie im Bundeskanzleramt.

## Leben
Günter Rittner fertigte bereits mit sechs Jahren Porträtzeichnungen seiner Großeltern an. 1939 zeichnete er Soldaten und Verwundete in einem Lazarett im Riesengebirge. Ab 1939 besuchte er Abendkurse im Naturzeichnen an der Staatlichen Akademie für Kunst und Kunstgewerbe in Breslau, an der er seinen Künstlerfreund, den Maler und Grafiker Hans-Ulrich Buchwald kennenlernte.
Mit seinem ersten Selbstbildnis in Öl gewann er 1943 den 1. Preis bei einem Wettbewerb der Provinz Niederschlesien. 1944 wurde er zum Kriegsdienst einberufen. Bei Kriegsende 1945 geriet er in britische Kriegsgefangenschaft. Dort malte er zunächst Mitgefangene, dann die Wachmannschaften und schließlich den Lagerkommandanten. Nach der Entlassung konnte er durch Porträts von Angehörigen der amerikanischen Besatzungsmacht sein Studium finanzieren und seine Begabung weiter vertiefen. Seit 1948 lebte er in München, wo er bis 1953 an der Akademie der Bildenden Künste studierte. Seine Lehrer waren Josef Hillerbrand und Walther Teutsch. Das während der Soldatenzeit erlebte Leiden und Sterben drückte sich auch in seinen Bildern aus. Die Vorbilder Edvard Munch, Ernst Barlach und Käthe Kollwitz inspirierten ihn in ähnlicher Weise wie Paul Cézanne, van Gogh, Gauguin und Toulouse-Lautrec.
1953 begann Rittner mit seiner freischaffenden Tätigkeit. Nachfolgend unternahm er verschiedene Studienreisen nach Frankreich, England und Italien, wo zahlreiche Städte- und Landschaftsbilder entstanden. 1966 zeigte er seine Werke erstmals in München in einer Ausstellung im Deutschen Theatermuseum. Danach erhielt er zahlreiche Aufträge aus Politik, Wirtschaft und Wissenschaft, wie die Altbundeskanzler Ludwig Erhard und Kurt Georg Kiesinger und Altbundespräsident Walter Scheel. 1978 unternahm Rittner eine weitere Studienreise nach Griechenland. 1979 beteiligte er sich an einer Ausstellung des Kasseler Kunstvereins. 1980 heiratete er und zog zunächst mit der Familie nach Mallorca und 1986 nach Gran Canaria, wo er die Wintermonate verbrachte. Aus der Ehe ging der Sohn Cornelius hervor.
Günter Rittner wurde 1989 das Bundesverdienstkreuz verliehen. 1996 porträtierte er Walter Scheel als Ehrenbürger für die Stadt Solingen ein zweites Mal. Das damalige Honorar von 23.000 DM spendete er der Solinger Diesterweg-Stiftung für lernbehinderte Kinder.
Günter Rittner starb im November 2020 im Alter von 93 Jahren in einem Münchner Seniorenheim.

## Werk

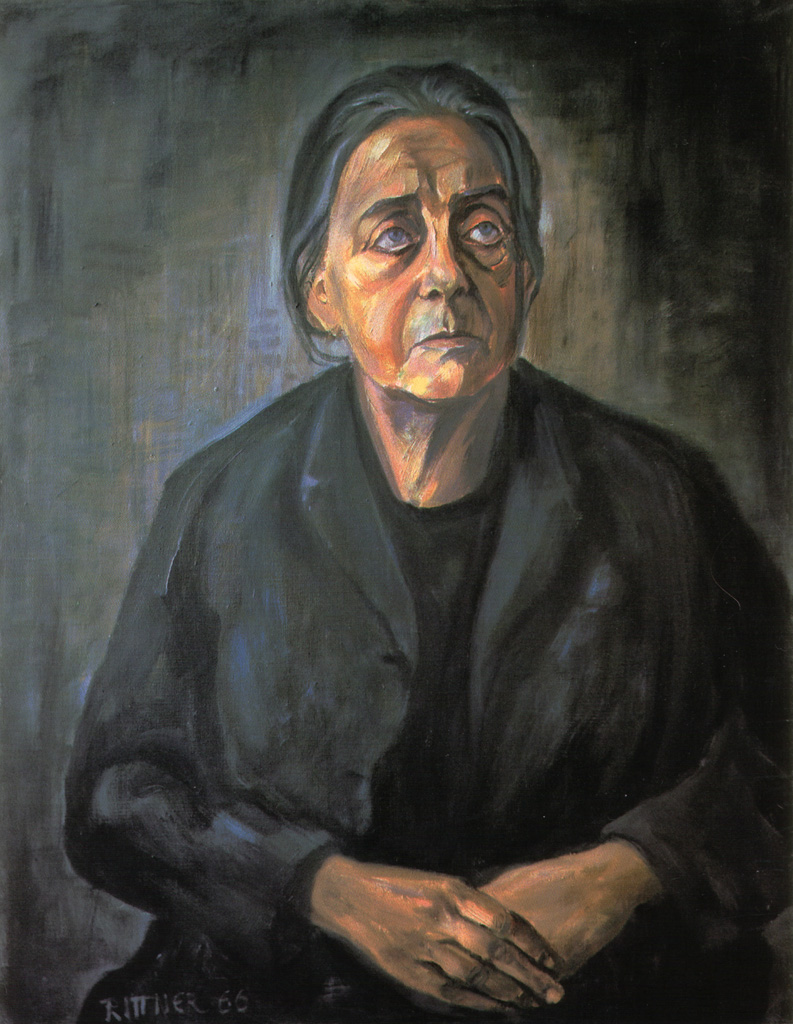
Therese Giehse (1966)

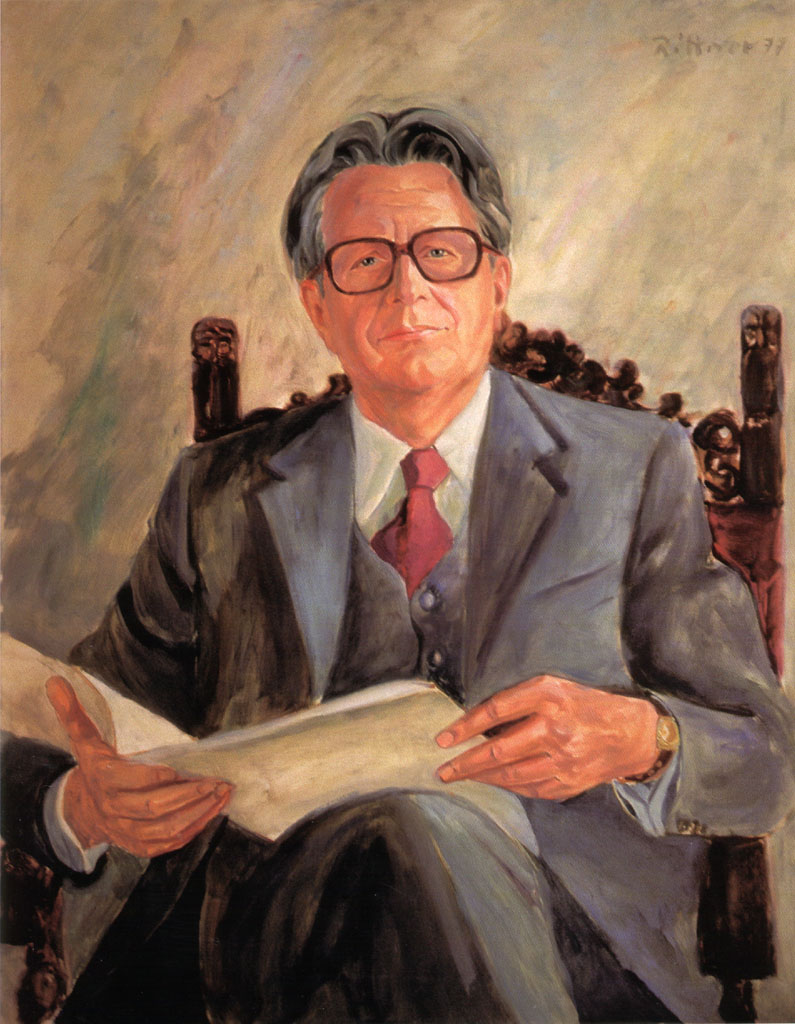
Hans Jochen Vogel (1977)

Pressesaalfoyer mit der Kanzlergalerie

1950 porträtierte Rittner Prinzessin Pilar von Bayern. Sie erwies sich als hilfreich, da sie als Malerin das nötige Verständnis besaß und als Präsidentin des deutsch-amerikanischen Frauenclubs ihm manchen Weg ebnete. Noch im selben Jahr folgten die Bildnisse des damaligen US-Landeskommissars von Bayern, George N. Shuster und von acht Hauptdarstellern der Oberammergauer Passionsspiele. 1952 fertigte er Studien von Werner Krauß, Will Quadflieg und Hermine Körner am Hamburger Schauspielhaus an. 1954 und 1955 malte er den Filmregisseur Paul Verhoeven sowie die Schauspieler Luise Ullrich, Winnie Markus, Carola Höhn und Bertl Schultes. 1964 folgten Bilder von Curd Jürgens und 1965 Paul Dahlke. Außerdem porträtierte Rittner während dieser Zeit im Auftrag der Bayerischen Staatskanzlei die ehemaligen Ministerpräsidenten Fritz Schäffer, Wilhelm Hoegner und Alfons Goppel. Schäffer schrieb im Oktober 1964 zu dem von Rittner gemalten Porträt: „Das Bild von Rittner zwingt doch Menschen über mich nachzudenken – was mir schmeichelt.“
In die Reihe der bedeutenden Wissenschaftler reihten sich die Münchner Biochemiker und Nobelpreisträger Feodor Lynen 1964 und Robert Huber 2008 ein sowie 1965 der Medizinhistoriker Werner Leibbrand. Größte Bedeutung erhielt für Rittner die Zusammenarbeit mit der Pianistin Elly Ney. Die wechselseitige Inspiration ließ Rittner 1964 in ungewöhnlich expressiver Weise malen und in ein Universum eintauchen, das er vorher nicht kannte.
1966 schuf Rittner das Porträt von Therese Giehse in ihrer tragenden Rolle als Brechts Mutter Courage. Auf Empfehlung des Münchner städtischen Kulturreferenten Herbert Hohenemser begann Rittner eine Galerie herausragender Mitglieder des Ensembles der Münchner Kammerspiele zu schaffen. Am Beginn dieser Folge standen Peter Lühr, Rudolf Vogel und Robert Graf, dann Gertrud Kückelmann, Rolf Boysen und 1967 Fritz Kortner. Außerhalb dessen entstand 1967 auch das Porträt des geistreich schmunzelnden Satirikers Werner Finck, einst Gründer und Leiter des legendären Berliner Kabaretts Die Katakombe und des Dirigenten und Generalmusikdirektors Joseph Keilberth. Rittner stiftete das Keilberth-Bild der Bayerischen Staatsoper. Es folgten der Bariton Karl Schmitt-Walter und der Konzertsänger Hans Hermann Nissen. 1968 entstanden Zeichnungen von Heinz Rühmann, die dieser 1994 kurz vor seinem Tod noch signierte.
Auch hohe kirchliche Würdenträger fanden Einzug in Rittners Schaffen. So ergab sich 1967 das Bildnis Martin Niemöllers, des ehemaligen Kirchenpräsidenten der Evangelischen Kirche in Hessen und Nassau, 1969 das Bild Julius Kardinal Döpfners und 1998 das Porträt Kardinal Friedrich Wetters für die Erzdiözese München – Freising. Ab 1970 erhielt Rittner zahlreiche Aufträge aus Kreisen der Wirtschaft. Er malte unter anderem den Melsunger Pharmazie-Industriellen Otto Braun, die Flugzeugbauer Willy Messerschmitt und Ludwig Bölkow sowie Max Schmidheiny, Fritz Berg und Friedrich Wilhelm Fürst von Hohenzollern.
1975 malte Rittner den CSU-Vorsitzenden und bayerischen Ministerpräsidenten Franz Josef Strauß im Auftrag der Bonner CSU-Landesgruppe, 1977 Münchens Oberbürgermeister Hans-Jochen Vogel für die bayerische Landeshauptstadt und 1996 Kultusminister Hans Zehetmair. Die Manier der Impressionisten erwies sich als besonders geeignet für die Fixierung der Persönlichkeit. Klassische Musik gehörte meist zu Rittners Arbeit und inspirierte ihn sehr. Auch Senta Berger wurde musikalisch „eingeordnet“. Als er sie malte, hörte er Mozart. Bei anderen Gelegenheiten waren es Bach und Beethoven, bei Therese Giehse die 9. Symphonie von Anton Bruckner.
1962 entstanden 18 Venedig-Bilder. Einige davon sind noch vorhanden. Rittner malte im Münchner Hofgarten, auf dem Viktualienmarkt, am Chinesischen Turm, auf dem Oktoberfest. Im fortgeschrittenen Alter fand er mehr zu seiner zweiten hintergründigen Phase: in religiösen Themen, wie in Darstellungen des Leidens Christi.

## Öffentliche Sammlungen
- Städtische Galerie im Lenbachhaus
- Stadtmuseum München
- Bayerische Staatsoper
- Münchner Kammerspiele
- Schillertheater (Berlin)

### Zeitschriften und Kataloge
- Der Spiegel. 7. Okt. 1964, 10. Nov. 1975 und Sept. 1978, 36/1975
- Zeit Magazin. 31/1978
- Weltkunst. 23/1966 und 13/1992
- Bunte. 37/1976 und 25/1996
- Stern. 52/1980
- PAN. 6/1984
- AP. Von Michael Pohl, März 2007
- dpa. Von Britta Schultejans, März 2017
- Hallo München. Von Maren Kowitz, März 2017

### Fernsehen
- BR, Abendschau 22. Nov. 1966 und 11. Feb. 1967
- BR, Rundschau 4. Sept. 1987 und 23. Sept. 1994, Rundschau Magazin 4. Sept. 1987
- ZDF, Drehscheibe 2. Mai 1967 und 11. Mai 1977, Länderjournal 13. März 1992
- RTL, Bayern aktuell 7. Sept. 1992